# Dobrý voják Svejk (film, 1957)
Pour les articles homonymes, voir Dobrý voják Svejk.
Pour plus de détails, voir Fiche technique et Distribution.
Dobrý voják Svejk (littéralement : Le Bon Soldat Švejk) est un film tchécoslovaque réalisé par Karel Steklý, sorti en 1957. 
Cette comédie dramatique anti-guerre tournée en 1956 est basée sur le célèbre livre Osudy dobrého vojáka Švejka za světové války (littéralement Le Destin du bon soldat Švejk pendant la Grande Guerre), roman satirique inachevé de l'écrivain tchécoslovaque Jaroslav Hašek (1883-1923), publié en quatre tomes de 1921 à 1923, et traduit en français sous le titre Les Aventures du brave soldat Švejk (Gallimard, 1932). Le film a été nommé pour un Globe de cristal en 1957. Karel Steklý a tourné une suite sous le titre Poslušně hlásím, sortie en 1958.

## Fiche technique
- Titre : Dobrý voják Svejk
- Réalisation :	Karel Steklý
- Scénario : Karel Steklý, d'après le roman de Jaroslav Hašek
- Photographie : Rudolf Stahl
- Montage : Miroslav Hájek
- Musique : Jan Seidel (cs)
- Chef d'orchestre : František Belfín à la tête du Filmový Symfonický Orchestr
- Direction artistique : Boris Moravec
- Décors : Boris Moravec
- Costumes : Josef Gabriel
- Son : Miloslav Hurka
- Producteur :
- Directeur de production : Josef Beran
- Société de production : Studios Barrandov
- Société de distribution : Ústrední Pujcovna Filmu
- Pays d'origine :  Tchécoslovaquie
- Langue de tournage : Tchèque
- Format : Couleur — 35 mm — 1,37:1 — Son : Mono
- Genre : Comédie dramatique
- Durée : 108 minutes (1 h 48)
- Dates de sortie :
  -  Tchécoslovaquie : 21 juillet 1957 (Festival international du film de Karlovy Vary) | 23 août 1957 (sortie nationale)
  -  Hongrie : 6 mars 1958
  -  Union soviétique : 19 mai 1958

## Distribution
- Rudolf Hrušínský : Josef Švejk
- František Filipovský : le détective secret Bohoušek Bretschneider
- Svatopluk Beneš (cs) : le lieutenant Jindřich Lukáš
- Josef Hlinomaz (cs) : l'aubergiste Palivec
- Božena Havlíčková : Kati Wendlerová
- Eva Svobodová (cs) : Mme Müllerová
- Miloš Kopecký (cs) : l'aumônier militaire Otto Katz
- Félix Le Breux (cs) : le conseil de police
- Libuše Bokrová : la baronne von Botzenheim
- Bedřich Karen (cs): le professeur Heuer
- Jiřina Steimarová (cs) : la prostituée Anděla
- Vladimir Leraus (cs) : le colonel Kraus von Zillergut
- Jiří Lír (cs) : le lieutenant Bernis
- Olga Karásková : l'épouse de l'aubergiste Palivka
- Josef Bláha (cs) : un prisonnier bosnien
- Frantisek Cerny (cs) : le gros prisonnier

## À noter
- Le film a été restauré numériquement à l'initiative des Archives nationales du film et a bénéficié d'une nouvelle sortie en salles en avril 2016.